# 北美植物誌
北美植物誌（英語：Flora of North America，FNA）是一部多卷本著作，由來自世界各地約1,000名作者所著。主要描述北美洲（包括美國、加拿大、聖皮埃爾和密克隆群島以及格陵蘭島）的本土植物和歸化植物。包含了苔藓植物和维管植物。所有物種均使用二分法分類，所有物種和其亞種的分佈都被繪出，當中約20%的物種使用北美植物誌專門的線條圖繪製。
北美植物誌預計出版30卷，而它將是第一部分類墨西哥北部所有已知植物區系的作品 。截至2022年，北美植物誌已出版29卷，而每一卷出版後即可線上閱讀。  

## 稱譽
北美植物誌因能讓植物學家能不拘泥於自身所處地區，而可以全覽北美洲大陸的物種而受到讚譽。 

## 外部連結
- 北美植物誌